# Resolutie 718 Veiligheidsraad Verenigde Naties
Resolutie 718 van de Veiligheidsraad van de Verenigde Naties werd unaniem aangenomen op 31 oktober 1991.

## Achtergrond
In 1979 werd na de val van het Rode Khmer-regime en met steun van Vietnam en de Sovjet-Unie de Volksrepubliek Kampuchea opgericht. Het land werd gedurende het volgende decennium door Vietnam gecontroleerd via een marionettenregering. Die werd gedurende dat decennium bevochten door een regering in ballingschap die bestond uit de koningsgezinde Funcinpec, de Rode Khmer en het in 1982 gevormde Nationaal Volksbevrijdingsfront.
In augustus 1989 kwamen de vier partijen en vertegenwoordigers van achttien landen bijeen in de door de Verenigde Naties gesponsorde Conferentie van Parijs. Toen een finaal akkoord eindelijk in zicht was, werd
de VN-Vooruitgangsmissie in Cambodja (UNAMIC) opgericht om toe te zien op de naleving van het staakt-het-vuren.

## Inhoud
De Veiligheidsraad:
- herinnert aan de resoluties 668 en 717;
- verwelkomt de bijeenkomst in Parijs van 21 tot 23 oktober waar een akkoord werd ondertekend;
- overwoog de getekende akkoorden;
- merkt op dat die akkoorden voorzien in een speciale vertegenwoordiger van de Secretaris-Generaal en de oprichting van een VN-Overgangsautoriteit in Cambodja;
- merkt ook op dat de Secretaris-generaal een onderzoeksmissie wil sturen om een plan voor de uitvoering van het in de akkoorden voorziene mandaat voor te bereiden;
- benadrukt het belang dat de Nationale Hogeraad van Cambodja en alle Cambodjanen meewerken aan de uitvoering van de akkoorden;

1. steunt de akkoorden;
2. staat de Secretaris-generaal toe een speciale vertegenwoordiger aan te stellen;
3. verwelkomt de intentie van de Secretaris-generaal om een onderzoeksmissie te sturen;
4. vraagt de Secretaris-generaal zo snel mogelijk te rapporteren over zijn uitvoeringsplan en in het bijzonder de kosten van de VN-Overgangsautoriteit;
5. roept alle Cambodjaanse partijen op om het staakt-het-vuren na te leven;
6. roept de Nationale Hogeraad van Cambodja en alle Cambodjanen op om samen te werken met de Verenigde Naties aan de uitvoering van de akkoorden.

## Verwante resoluties
- Resolutie 668 Veiligheidsraad Verenigde Naties (1990)
- Resolutie 717 Veiligheidsraad Verenigde Naties
- Resolutie 728 Veiligheidsraad Verenigde Naties (1992)
- Resolutie 745 Veiligheidsraad Verenigde Naties (1992)

Lijst ·  684 ·  685 ·  686 ·  687 ·  688 ·  689 ·  690 ·  691 ·  692 ·  693 ·  694 ·  695 ·  696 ·  697 ·  698 ·  699 ·  700 ·  701 ·  702 ·  703 ·  704 ·  705 ·  706 ·  707 ·  708 ·  709 ·  710 ·  711 ·  712 ·  713 ·  714 ·  715 ·  716 ·  717 ·  718 ·  719 ·  720 ·  721 ·  722 ·  723 ·  724 ·  725